# Lebradea helvinus
Lebradea helvinus är en insektsart som beskrevs av Van Duzee 1917. Lebradea helvinus ingår i släktet Lebradea och familjen dvärgstritar. Inga underarter finns listade i Catalogue of Life.